# Avast
Avast Software s.r.o. је чешка мултинационална софтверска компанија за сајбер безбедност са седиштем у Прагу, која истражује и развија софтвер за рачунарску безбедност, машинско учење и вештачку интелигенцију. Avast је имао више од 435 милиона активних корисника месечно  и други највећи тржишни удео међу произвођачима апликација за заштиту од малвера широм света од априла 2020.  Од 2018. компанија је имала око 1700 запослених у својих 25 канцеларија широм света. У јулу 2021. NortonLifeLock, америчка компанија за сајбер безбедност, објавила је да је у преговорима о спајању са Avast софтвером. У августу 2021. Avast-ов одбор директора пристао је на понуду од 8 милијарди долара.  
Avastсу основали Павел Баудиш и Едуард Кучера 1988. као задругу. Била је приватна компанија од 2010. и имала је ИПО у мају 2018. У јулу 2016. Avast је купио конкурентску AVG Technologies за 1,3 милијарде долара. У то време, AVG је био трећерангирани антивирусни производ.  Био је двоструко котиран на Прашкој и Лондонској берзи и био је саставни део индекса ФТСЕ 100 све док га није купио НортонЛифеЛоцк у септембру 2022. 
Главни производ компаније је AvastАнтивирус, заједно са алатима као што су AvastСецуре Бровсер и AvastСецуреЛине ВПН .
Avastпроизводи AvastОнлине Сецурити, што је његова главна екстензија, али такође има проширења попут AvastСафеПрице и AvastПассвордс.

## Историја
Avastсу основали Едуард Кучера и Павел Баудиш 1988.  Оснивачи су се упознали у Истраживачком институту за математичке машине у Чехословачкој.  Студирали су математику и информатику, јер би Комунистичка партија Чехословачке захтевала да се придруже комунистичкој партији да би студирали физику.  У институту је Павел Баудиш открио вирус Беча на дискети и развио први програм за његово уклањање.    После је замолио Едуарда Кучеру да му се придружи у суоснивању Аваст-а као задруге.  Задруга се првобитно звала Алвил и само је софтвер назван Аваст. 
Задруга је промењена у заједничко партнерство 1991., две године након што је плишана револуција  изазвала промену режима у Чехословачкој . Нови режим је прекинуо везе са Совјетским Савезом и вратио економски систем земље на тржишну економију.   1995. Ондреј Влчек је написао први антивирусни програм за Windows 95.  Током 1990-их, истраживачи безбедности у Virus Bulletin-у, организацији за тестирање ИТ безбедности, доделили су Avast софтверу награду у свакој тестираној категорији, повећавајући популарност софтвера.  Међутим, до касних 1990-их, компанија је имала финансијске проблеме.  Алвил је одбио понуде за куповину компаније McAfee, који је лиценцирао Avast антивирусни механизам. 
До 2001. године, Алвил је имао финансијских потешкоћа, када је прешао на freemium модел, нудећи основни Avast софтверски производ без икаквих трошкова.  Као резултат freemium модела, број корисника софтвера је порастао на милион до 2004.  и 20 милиона до 2006.  Бивши извршни директор Symantec-а Винс Стеклер је именован за извршног директора 2009.  2010. Алвил је променио име у Avast, усвојивши назив софтвера,  и прикупио 100 милиона долара у инвестицијама ризичног капитала.  Следећег децембра, Avast је поднео захтев за иницијалну јавну понуду, али је следећег јула повукао своју пријаву, наводећи промене у тржишним условима.  Avast је 2012. отпустио своју спољну техничку подршку iYogi, након што је откривено да iYogi користи обмањујуће тактике продаје како би убедио купце да купују непотребне услуге.  До 2013. Avast је имао 200 милиона корисника у 38 земаља и преведен је на 43 језика.  У то време компанија је имала 350 запослених. 
CVC Capital је 2014. купио удео у Avast-у за неоткривену суму. Куповина је вредела Avast на милијарду долара.   Касније те године, Avast је купио програмера мобилних апликација Inmite да би направио Avast-ове мобилне апликације.  Поред тога, Avast-ов форум подршке на мрежи је компромитован 2014., откривајући 400.000 имена, лозинки и адреса е-поште.   До 2015. Avast је имао највећи удео на тржишту антивирусног софтвера.  Avast је у јулу 2016. постигао договор о куповини AVG-а за 1,3 милијарде долара.  AVG је била велика компанија за ИТ безбедност која је продавала софтвер за десктоп и мобилне уређаје.  У јулу 2017, Avast је купио Piriform из Велике Британије за неоткривену суму. Piriform је био програмер CCleaner-а .  Убрзо након тога откривено је да је неко можда направио злонамерну верзију CCleaner-а са бекдором за хакере.  Avast је имао ИПО на Лондонској берзи у мају 2018., што га је проценило на 2,4 милијарде фунти и био је један од највећих технолошких листинга у Великој Британији. 
Ондреј Влчек је преузео улогу генералног директора и сувласника Avast Plc јула 2019. Дан касније, променио је своју годишњу плату у 1 долар и обећао компензацију свог управног одбора од 100.000 долара у добротворне сврхе. Октобра 2019. у Avast се придружио Џаја Балу као њихов главни службеник за безбедност информација.
У априлу 2020. Avast је објавио нови безбедан, приватни мобилни веб претраживач за Андроид заснован на технологији стеченој од раније непријављене аквизиције Tenta, стартап компаније са седиштем у Сијетлу. 
У јулу 2021. NortonLifeLock је објавила да је у преговорима о спајању са Avast софтвером. У августу 2021. Avast -ов одбор директора пристао је на понуду од 8 милијарди долара. У септембру 2022. Управа за конкуренцију и тржишта одобрила је предложено преузимање од стране NortonLifeLock-а, чиме је омогућено да се трансакција заврши.     

## Производи
Avast развија и пласира на тржиште пословне и потрошачке ИТ безбедносне производе за сервере, десктоп рачунаре и мобилне уређаје.  Компанија продаје и линију производа Avast и купљене производе AVG бренда.  Од краја 2017. компанија је спојила пословне линије производа AVG и Avast и радила је на интеграцији корпоративних одељења обе компаније.  Поред тога, Avast је развио услужне софтверске производе за побољшање трајања батерије на мобилним уређајима, чишћење непотребних датотека на чврстом диску, проналажење безбедних бежичних мрежа  или креирање VPN везе са интернетом. 
Avast и AVG софтвер за заштиту потрошача се продају на freemium моделу, где су основне безбедносне функције бесплатне, али напредније функције захтевају куповину премијум верзије.  Бесплатна верзија је такође подржана огласима.  Поред тога, сви Avast корисници дају податке о свом рачунару или мобилном уређају Avast-у, који се користе за идентификацију нових безбедносних претњи.  Антивирусно скенирање, чишћење претраживача, безбедан прегледач, управљање лозинкама и безбедносне функције мреже су бесплатни, док се морају купити заштитни зид, анти-спам и функције онлајн банкарства.   Око 3% Авастових корисника плаћа премијум верзију (10% у САД). 
Породица Avast пословних производа укључује функције за заштиту крајњих тачака, Wi-Fi безбедност, антивирус, заштиту идентитета, управљање лозинкама и заштиту података.  На пример, десктоп производ ће тражити рањивости у ви-фи мрежи и покретати апликације за које се сумња да имају злонамерни софтвер у изолованом сандбок-у.  Avast Business Managed Workplace надгледа и управља десктоп рачунарима и процењује безбедносне протоколе на лицу места.  Компанија такође продаје софтвер за управљање за ИТ администраторе за постављање и управљање Avast инсталацијама. 

### Пријем
PC Magazine дао је Avast Free Antivirus софтверу укупну оцену 4 од 5  и дао AVG-у, који је Avast купио 2016., оцену 4, плус „AVG AntiVirus Free нуди потпуно исти механизам за заштиту од вируса као Avast Free Antivirus, али му недостаје импресивна колекција додатних функција које добијате са Avast-ом.“  У тестовима које је спровео Институт AV-TEST у августу 2021., Avast и AVG су добили шест од шест поена за заштиту и употребљивост и шест од шест поена за перформансе.   Преглед у Tom's Guide-у каже да бесплатни антивирусни производ Avast има „добру заштиту од малвера“ и да заузима мало простора на систему. Рецензија каже да Avast има конкурентан скуп функција за бесплатни антивирусни производ, али скенирање понекад није веома брзо. 
Avast антивирусни производ за пословне кориснике добио је 4 од 5 од TechRadar-а 2017.  У рецензији је речено да софтвер има добре карактеристике, заштиту, конфигурацију и „одличан интерфејс“, али је заузимао доста простора на хард диску и није покривао мобилне уређаје.  Према Tom's Guide-у, мобилна верзија је јефтина и препуна функција.  PC Magazine је писао да мобилна верзија „има скоро све безбедносне функције које можете пожелети“. 
AVG се такође генерално добро показао у лабораторијским тестовима. Преглед у Tom's Hardware-у дао је AVG софтверу седам од десет звездица.  Преглед је нагласио да софтвер има мали системски отисак и добру заштиту од малвера, али нема опцију брзог скенирања и нема много додатних функција. 

## Прикупљање и продаја корисничких података
Крајем 2019. откривено је да проширења прегледача Avast прикупљају корисничке податке, укључујући понашање и историју прегледања, и шаљу их на удаљени сервер. Откриће је довело до тога да су екстензије брендова Avast и AVG привремено уклоњене из продавница екстензија Google Chrome, Firefox и Opera, али су се убрзо вратиле пошто није било конкретних доказа који би указивали на кршење приватних података корисника.   
У јануару 2020. заједничка истрага Motherboard-а и PCMag-а открила је да Avast и AVG прикупљају корисничке податке, који се препродају ради персонализације оглашавања преко подружнице, Jumpshot.    Документи који су процурили показали су да је Jumpshot понудио својим клијентима да пружи „Сваку претрагу. Сваки клик. На сваком сајту“. са више од 100 милиона компромитованих уређаја. Као одговор, Avast је 30. јануара 2020. објавио да ће одмах угасити Jumpshot и прекинути све операције због негативне реакције приватности података својих корисника.  
На основу откривених информација, чешка канцеларија за заштиту личних података је 11. фебруара 2020. објавила да је покренула прелиминарну истрагу. 
У фебруару 2024. Федерална трговинска комисија казнила је Avast са 16,5 милиона долара због прикупљања корисничких података и препродаје тих података. 